# Transports Publics du Chablais

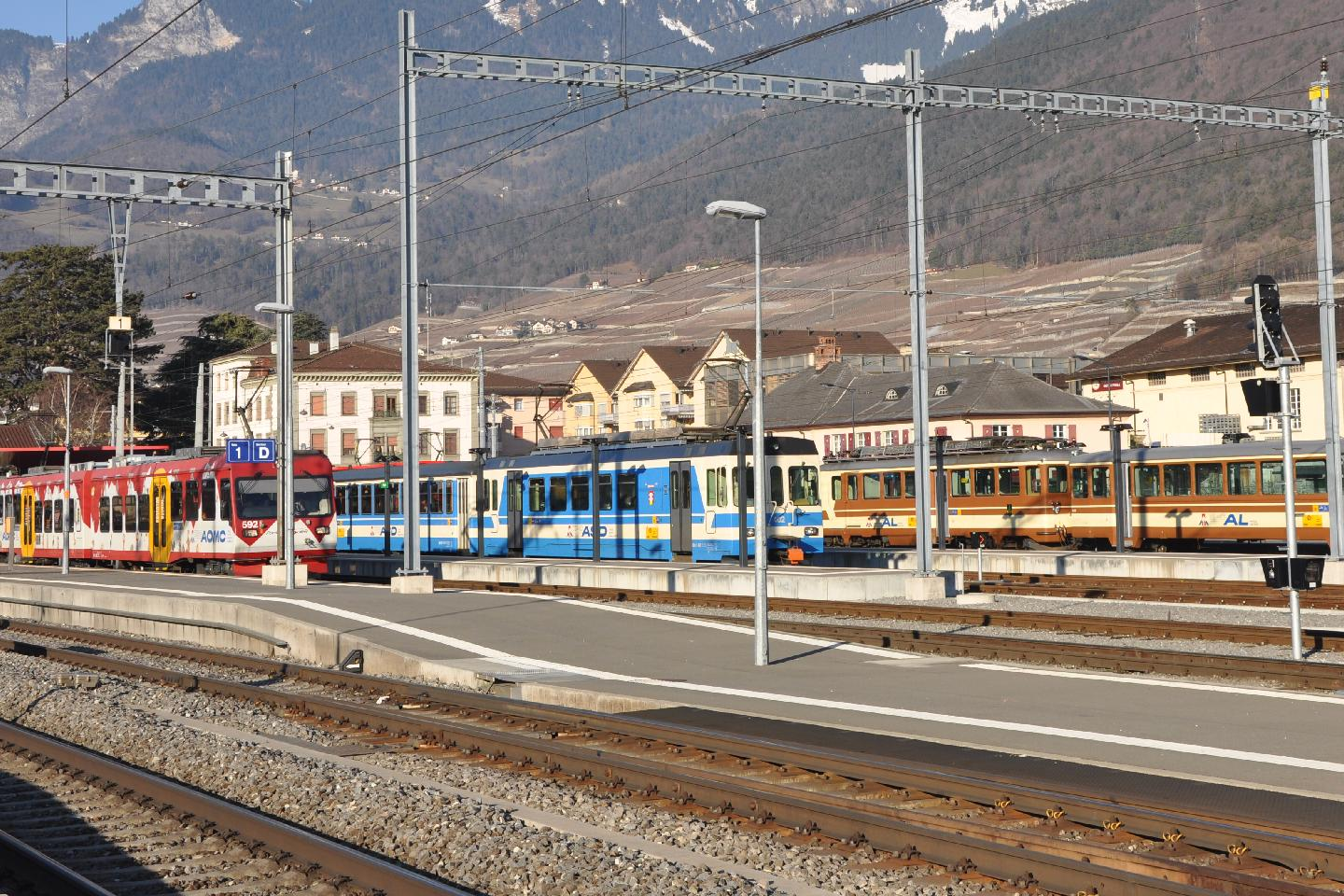
Convogli della Transports Publics du Chablais

Transports Publics du Chablais (Trasporti pubblici del Chiablese, acronimo TPC) è una società di trasporto regionale svizzera. Gestisce quattro linee ferroviarie a scartamento ridotto, ma anche linee di bus nella regione del Chiablese svizzero, tra i cantoni Vaud e Vallese.
Sede sociale è Aigle.
È stata creata nel 1999 dalla fusione di quattro società ferroviarie a scartamento ridotto, che dal 1975 (AOMC dal 1977) già collaboravano dal punto di vista operativo:
- Ferrovia Aigle-Leysin (AL), inaugurata il 6 novembre 1900
- Ferrovia Aigle-Ollon-Monthey-Champéry (AOMC), dal 2 aprile 1907
- Ferrovia Aigle-Sépey-Diablerets (ASD), dal 22 dicembre 1913
- Ferrovia Bex-Villars-Bretaye (BVB), aperta nel 1903 fino a Villars e nel 1916 fino a Bretaye

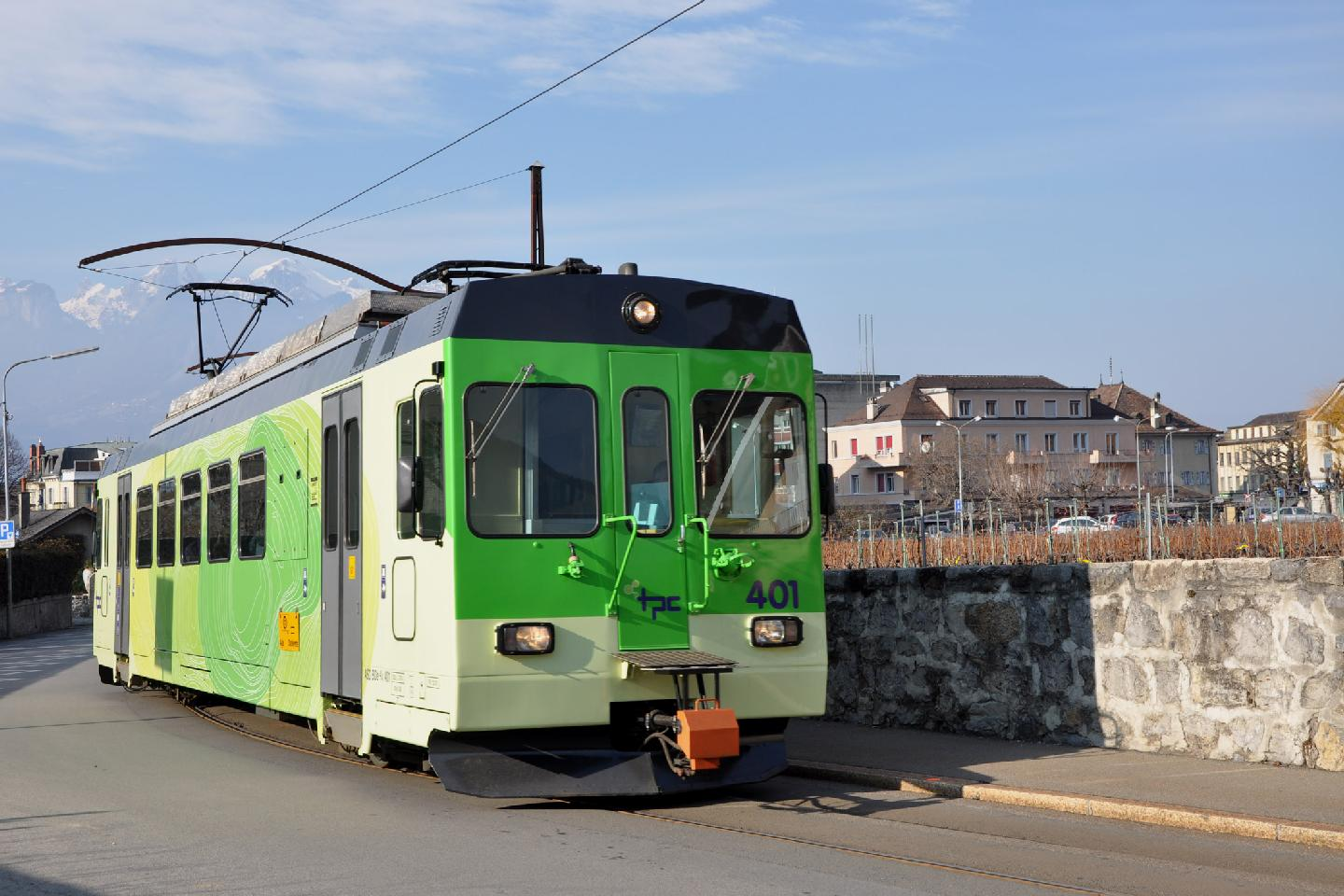
Un treno in design nuovo a Aigle